# Charles Bessey
Charles Edwin Bessey (Milton, Ohio, 21 de maio de 1845 – Lincoln, Nebraska, 25 de fevereiro de  1915 ) foi um botânico norte-americano.

## Biografia
Era filho de Adnah Bessey e de Margaret nascida Ellenberger. Obteve seu título de bacharel em ciências na Faculdade de Agricultura da  Universidade do Estado de Michigan em 1869 e seu título de mestre em ciências em  1872. Estudou em Harvard com o prof. Asa Gray (1810-1888) de 1782 a 1873 e posteriormente de  1875 a 1876. Casou-se com  Lucy Athearn  em 1873 e obtém seu doutorado na Universidade do Estado de Iowa em 1879.
Bessey ensinou botânica na Faculdade de Agricultura de Iowa de 1870 a 1884, que  passou a dirigir a partir de 1882. Em 1898 recebeu o título  de honoris causa  por esta instituição. A partir de 1884 ensinou botânica na Universidade de Nebraska-Lincoln, que presidiu de  1888 a 1891 e de  1899 a 1900 e, ainda, em  1907. Foi nomeado decano em  1909. 
De 1880 a 1897 ocupou-se da parte botânica da "American Naturalist" e da "Science" a partir de 1897. Bessey foi membro de numerosas sociedades científicas, entre elas a Associação Americana para o Avanço da Ciência (que dirigiu em  1910-1911) e a Sociedade Botânica da América (que dirigiu em 1895-1896).
Bessey introduziu o estudo da morfologia dos vegetais e o uso do laboratório nas disciplinas dos primeiros ciclos universitários. Primeiro na Escola de Agricultura de Iowa (1870-1884) e depois na de  Nebraska (a partir de 1884), permitindo o estudo dos vegetais através de técnicas experimentais, método que se difundiu pelas universidades norte-americanas.
Publicou diversos manuais para o ensino da botânica, entre eles: "Botany for High Schools and Colleges" (1880), "The Essentials of Botany" (1884) e "Essentials of College Botany" (1914).
É também autor de importantes trabalhos sobre a taxonomia das angiospermas, que formam a base da classificação atual.

## Obras
- The Geography of Iowa (1876)
- Botany for high schools and colleges (H. Holt and Co., New York, 1880, sétima reedição em  1905).
- Com William Ramsay McNab (1844-1889) Botany; outlines of morphology, physiology and classification of plants (H. Holt and company, New York, 1881).
- The Essentials of Botany (1884)
- Com Lawrence Bruner (1856-1937) e Goodwin DeLoss Sweezey (1851-1931), New elementary agriculture for rural and graded schools; an elementary text book dealing with the plants, insects, birds, weather, and animals of the farm (The University Publishing Co., Lincoln, 1903, nona reedição em  1911).
- Elementary botany, including a manual of the common genera of Nebraska plants (The University Publishing Co., Lincoln, 1904).
- Plant migration studies (1905).
- Revisions of some plant phyla (The University Publishing Co., Lincoln, , 1907, reeditado em  1914).
- Outlines of Plant Phyla (1909)
- Publicou com outros autores, New Elementary Agriculture (nona edição, 1911)